# Le Sceptre du hasard
Le Sceptre du hasard est un roman de science-fiction de Gérard Klein paru en 1968 sous le pseudo de Gilles d'Argyre

## Résumé
Ingmar London aimait les livres et la tranquillité. 
Aussi lorsqu'il apprit qu'il avait été désigné comme nouveau Stochaste (chef suprême de l'humanité) par la Machine du Hasard, il prit aussitôt la fuite. Il n'avait aucune envie d'exercer le pouvoir. 
Il lui restait à découvrir qu'il n'est pas facile d'y échapper.